# Retrato de la artista (Mary Cassatt)
Retrato de la artista, es un autorretrato por Mary Cassatt, pintado en París en 1878. Se encuentra en la colección del Museo Metropolitano de Arte.

## Descripción
La pintura es una acuarela de gouache sobre papel tejido, encima de papel de color ante de pulpa de celulosa. Cassatt firmó su obra, uno de sus dos únicos autorretratos conocidos, abajo a la izquierda en gouache azul.  La influencia impresionista es clara, en los colores contrastantes y en la pose asimétrica e informal de la figura.
También se lo ha conocido como Un estudio, Mujer apoyada en su mano derecha y Autorretrato.